# Aridelus basalis
Aridelus basalis är en stekelart som beskrevs av Chen och Van Achterberg 1997. Aridelus basalis ingår i släktet Aridelus och familjen bracksteklar. Inga underarter finns listade.